# Myrrhidendron maxonii
Myrrhidendron maxonii là một loài thực vật có hoa trong họ Hoa tán. Loài này được J.M. Coult. & Rose mô tả khoa học đầu tiên năm 1927.